# Yasaka Kōshin-dō
El Yasaka Kōshin-dō (八坂庚申堂), amb el nom complet de Daikoku-san Kongō-ji Kōshin-dō (大黒山金剛寺庚申堂) és un petit temple budista del districte de Higashiyama, a Kyoto. Es troba prop del famós temple Kiyomizu-dera i al costat de la pagoda de Yasaka.
El temple està dedicat a Kōshin-san (庚申さん), un sobrenom del seu principal objecte de culte Shōmen Kongō (青面金剛), el guerrer guardià blau, i als «tres micos savis». Formen part de la fe Kōshin. Segons les creences de la fe Kōshin, es creu que Kōshin-san ajuda a tots aquells que lluiten per a guanyar-se la vida però s'esforcen a ser bones persones. També es pensa que castiga els malvats.
El Kkukurizaru és el talismà, en forma de bola de tela, que representa els micos de bona fe.

## Kukurizaru

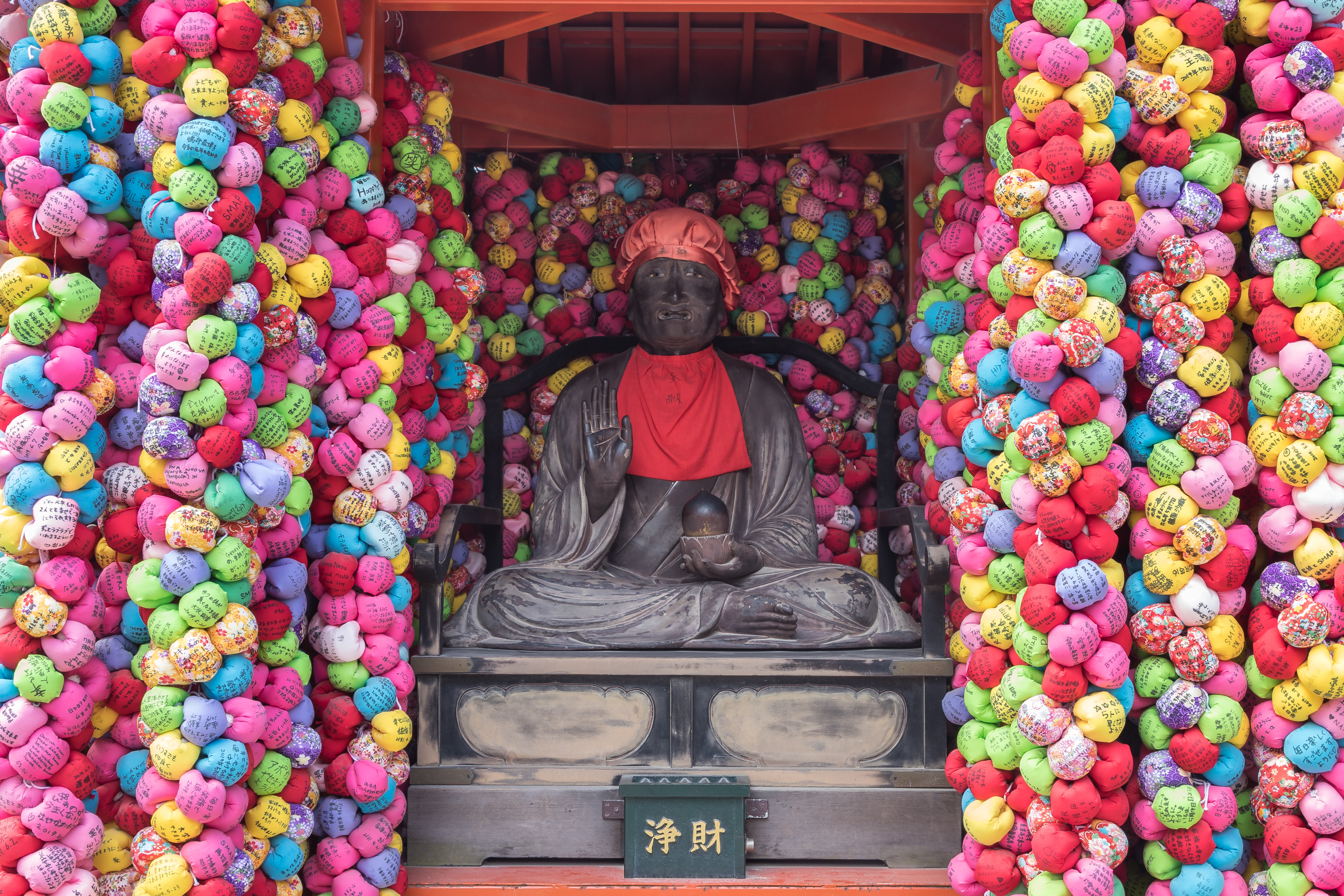
Els kukurizaru de colors l'any 2019

En molts llocs del temple pengen boles de tela de colors que representen Kukurizaru, un mico lligat de mans i peus. En la fe Kōshin, representa el control de la criatura juganera i impulsada pel desig que tothom duu dins.
La fe popular diu que per a aconseguir que es concedeixi un vot cal sacrificar un desig. Posant un desig dins d'una de les boles de colors que representen el mico Kukurizaru, Kōshin ajuda a fer que el desig desaparegui i com que els desitjos són els que impedeixen que els vots es facin realitat, el vot serà satisfet i alhora ajuda a esdevenir una persona millor. També es diu que quan algú nota que li ve un desig, cal ajuntar les mans i recitar el sutra budista: On deiba yakisya banta banta kakakaka sowaka. Kukurizaru i el Kōshin-san l'escoltaran i el podran ajudar.
Hi ha velles tradicions i creences sobre els micos al Japó. Els micos es consideren esperits amables que protegeixen la gent i les seves cases dels mals esperits i de les intencions nocives. Els tres micos en actitud de "no veure, no sentir, no parlar" formen part de la fe Kōshin.